# تحصیل حب

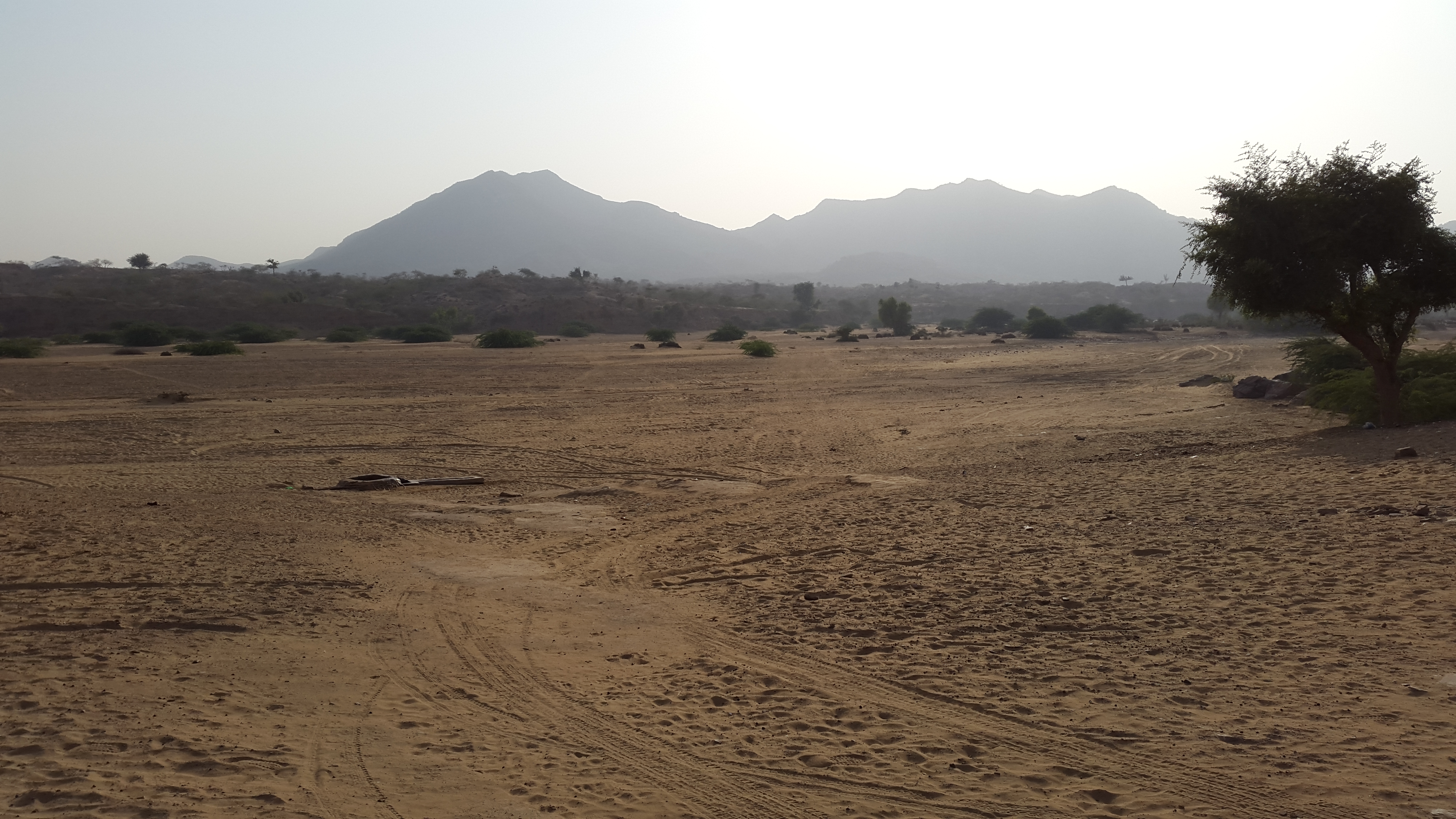
تریدر

تحصیل حب (به انگلیسی: Hub Tehsil) یک تحصیل در پاکستان است که در ناحیه لسبیله واقع شده‌است.